# 蔡珀
蔡珀（？—？），字玉卿，湖廣黃州府黃岡縣人，明朝政治人物。

## 生平
習春秋，正德十四年（1519年）己卯科第80名舉人，嘉靖元年（1522年）任浙江湖州府長興縣訓導，嘉靖五年（1526年）任四川鄰水縣知縣，嘉靖七年重修鄰水縣文廟學宮〔先師廟〕。創修教諭衙署，嘉靖十九年任邳州知州。歷任雲南楚雄府鎮南州知州、荊藩王府長史、曲靖府陸涼州知州。